# Ptilinop de Negros
El ptilinop de Negros (Ptilinopus arcanus) és una espècie d'ocell de la família dels colúmbids (Columbidae) que habita (o habitava) els boscos de l'illa de Negros, a les Filipines. No s'ha detectat la seua presència des de 1953.